# 鈴木淑子のレーシングワールド
『鈴木淑子のレーシングワールド』（すずきよしこのレーシングワールド）は、グリーンチャンネルで放送していた、競馬に関するテレビ番組である。2008年は毎週放送されたが、2009年は月1回の放送となり、同年12月の放送をもって終了した。

## 放送時間

### 2009年
初回放送
毎月最終水曜日 22:00 - 23:00
再放送
初回放送日の翌日 20:00 - 21:00

### 2008年
初回放送
日曜日17:00 - 17:30
再放送
日曜日22:00 - 22:30
月曜日24:00 - 24:30
火曜日23:00 - 23:30
水曜日22:00 - 22:30
木曜日20:00 - 20:30

## 概要
2008年1月13日に放送開始。司会は鈴木淑子。番組は2部構成になっており、前半は海外競馬評論家の合田直弘の解説で、日本国外で行われる重賞競走の情報や競走馬のセールに関する情報などを放送。後半はハロン編集長の斎藤修の解説で、地方競馬の重賞競走の情報などを放送する。その他にも競馬の世界で活躍するホースマンとの対談などを不定期に放送しており、この場合は3部構成となる場合があった。
2009年からは地方競馬情報が地方競馬最前線として独立した番組となったため、海外競馬情報とホースマンスペシャルを中心とする構成となった。
2010年からはホースマンスペシャルの部分が鈴木淑子のホースマンに乾杯!、海外競馬情報については「海外競馬ジャーナル」として不定期で放送される。